# 尼喬吉夫卡 (馬涅維奇區)
51°6′44″N 25°53′22″E / 51.11222°N 25.88944°E
尼喬希夫卡（烏克蘭語：Нічогівка），是烏克蘭西北部的村落，隸屬沃倫州的盧茨克區。該村面積14,640平方公里，海拔高度171米，2001年人口514，人口密度每平方公里0.04人。